# Friendzone (film)
Pour plus de détails, voir Fiche technique et Distribution.
Friendzone est une comédie romantique française réalisée par Charles Van Tieghem, sortie en 2021 sur Netflix.

## Synopsis
Lors d'un EVJF, Thibault, alias Titi, fait la rencontre de Rose et en tombe amoureux. 
Lors de son retour à Paris, ils se voient, mais il est tombé dans la friendzone. Ses amies vont aider Titi à conquérir Rose.

## Fiche technique
Sauf indication contraire, les informations mentionnées dans cette section peuvent être confirmées par la base de données cinématographiques IMDb,  présente dans la section « Liens externes ».
- Titre : Friendzone
- Réalisation : Charles Van Tieghem
- Scénario : Stanislas Carré de Malberg et Charles Van Tieghem
- Producteurs : Joachim Nahum et Clément Birnbaum
- Montage : Justine Haouy
- Décors : Nicolas Migot
- Costumes : Emmanuelle Youchnovski
- Photographie : Pierre Dejon
- Sociétés de production : Nabi Films
- Société de distribution : Netflix
- Pays de production :  France
- Langue originale : français
- Format : couleur — 2,35:1
- Genre : comédie romantique
- Durée : 88 minutes
- Date de sortie :
  - Monde : 29 septembre 2021 (Netflix)

## Distribution
- Mickaël Lumière : Thibault Galland
- Eva Danino : Rose
- Manon Azem : Maud
- Fadily Camara : Lulu
- Constance Arnoult : Alexandra
- Maxime Gasteuil : Bruno
- Éloïse Valli : Jennifer Paoli
- Bruno Sanches : Jordi
- Nada El Belkasmi : la patiente